# Nidularia
Genre
Nidularia est un genre de champignons basidiomycètes de l’ordre des Agaricales et de la famille des Agaricaceae (ou des Nidulariaceae selon les classifications).
Ce sont de petits champignons saprophytes ressemblant à des nids d'oiseaux contenant des œufs comme ceux des genres Cyathus et Crucibulum.

## Liste d'espèces
D'après la 10e édition de Dictionary of the Fungi (2007), ce genre est constitué des espèces suivantes :
- Nidularia deformis
- Nidularia pulvinata

Selon NCBI (7 oct. 2015) :
- Nidularia deformis
- Nidularia farcta
- Nidularia pulvinata

Selon Catalogue of Life (2 novembre 2013) :
- Nidularia bonaerensis
- Nidularia campoi
- Nidularia castanea
- Nidularia deformis
- Nidularia griseolazulina
- Nidularia heribaudii
- Nidularia heterospora
- Nidularia microspora
- Nidularia pulvinata